# Distretto di Sanxay
Il distretto di Sanxay è uno dei cinque distretti (mueang) della provincia di Attapeu, nel Laos.  Ha come capoluogo la città di Sanxay.